# Peter Elter
Peter Elter (Francoforte sul Meno, 10 giugno 1958) è un ex tennista tedesco.

## Carriera
In carriera ha raggiunto tre finali nel singolare e una nel doppio. Nei tornei del Grande Slam ha ottenuto il suo miglior risultato raggiungendo il terzo turno nel singolare all'Open di Francia nel 1977 e nel 1982.
In Coppa Davis ha giocato un totale di 8 partite, ottenendo 4 vittorie e 4 sconfitte.

## Statistiche

### Singolare

#### Finali perse (3)
| Numero | Anno             | Torneo                      | Superficie  | Avversario in finale | Punteggio          |
| 1.     | 25 novembre 1979 | Indian Open, Mumbai         | Terra rossa | Vijay Amritraj       | 1-6, 5-7           |
| 2.     | 15 marzo 1981    | Cairo Open, Il Cairo        | Terra rossa | Guillermo Vilas      | 2-6, 3-6           |
| 3.     | 23 maggio 1982   | BMW Open, Monaco di Baviera | Terra rossa | Gene Mayer           | 6-3, 3-6, 2-6, 1-6 |

### Doppio

#### Finali perse (1)
| Numero | Anno            | Torneo                  | Superficie | Compagno    | Avversari in finale               | Punteggio |
| 1.     | 15 ottobre 1983 | Tel Aviv Open, Tel Aviv | Cemento    | Peter Feigl | Colin Dowdeswell Zoltán Kuhárszky | 4-6, 5-7  |